# دلار (فیلم ۱۳۶۷)
دلار فیلمی به کارگردانی و نویسندگی ناصر مهدی‌پور محصول سال ۱۳۶۷ است.

## خلاصه داستان
پلیس بین‌المللی از تعدادی مسافر ایرانی دلارهای تقلبی به دست می‌آورد…

## بازیگران
- فرامرز قریبیان
- صادق هاتفی
- عنایت‌الله بخشی
- آزیتا لاچینی
- عبدالرضا آشتیانی
- مجید میرزاییان
- وهاب نوری زاده
- پریدخت اقبال‌پور
- فاطمه سبزواری
- داوود خلیلی
- سامان محمدیاری
- شراره مولوی
- علی خالدی
- صفر کشکولی
- صمد مرحبا
- ذبیح پور
- یوسف نوروزی
- فرهاد خان‌محمدی
- بنفشه‌خواه
- رضا راد
- جواد کریستال
- داوود محمدی
- عباس معروفی
- علیرضا عابدی
- ناصر اسدی
- هوشنگ نوری
- منوچهر ترابی
- رضا منوچهری
- عباس ناظری‌نیک
- فرج مولایی
- رحمان مقدم
- یوسف آذری
- قدرت‌الله لطیفی